# Koncert na klawesyn (lub fortepian) i orkiestrę smyczkową Góreckiego
Koncert na klawesyn (lub fortepian) i orkiestrę smyczkową op. 40 – koncert instrumentalny skomponowany przez Henryka Mikołaja Góreckiego w 1980 roku. Kompozytor zaznaczył, że wykonanie utworu jest możliwe zarówno na klawesynie, jak i na fortepianie. W przeciwieństwie do wielkich koncertów fortepianowych XIX i XX wieku, składa się jedynie z dwóch części, a ich wykonanie trwa zaledwie 9 minut. 

## Historia
Koncert zamówiony został przez Polskie Radio jako element składowy dla cyklu prezentacji współczesnych polskich kompozytorów. Premiery dokonała 2 marca 1980 roku klawesynistka Elżbieta Chojnacka, której dzieło jest dedykowane, z grupą smyczkową Wielkiej Orkiestry Symfonicznej Polskiego Radia i Telewizji w Katowicach pod batutą Stanisława Wisłockiego. Premiera w wersji fortepianowej odbyła się 22 kwietnia 1990 roku, w wykonaniu Jarosława Siwińskiego z Orkiestrą Symfoniczną Akademii Muzycznej w Poznaniu pod dyrekcją Marcina Sompolińskiego. 

## Ocena
Chronologicznie koncert powstał po wielkich dziełach, takich jak Beatus Vir, Symfonia Kopernikańska czy Symfonia Pieśni Żałosnych. Ze względu na swoją niedużą formę i odmienny od innych kompozycji tego okresu charakter, w publikacjach utwór zyskał miano m.in. "efektownego cacka" (Teresa Malecka) czy "tonalnej pląsawicy" (Małgorzata Gąsiorowska).